# Acacia lahai
Acacia lahai är en ärtväxtart som beskrevs av George Bentham. Acacia lahai ingår i släktet akacior, och familjen ärtväxter. Inga underarter finns listade i Catalogue of Life.